# Compass (川嶋愛歌曲)
《compass》是日本創作歌手・川嶋愛在2007年3月14日發售的第12張單曲。

## 概要
距前作《看不見的翅膀》約一個月之後發售的單曲。是動畫電影《ONE PIECE 阿拉巴斯坦戰記 沙漠王女與海賊們》的主題曲。
推出了通常盤和初回限定盤兩個版本。初回限定盤附上了收錄有「compass」的PV的特典DVD。PV導演為佐久間文人。
初回限定盤的CD封面上畫有海賊王的人物。

## 收錄曲
- 全作詞・作曲：川嶋愛

### 通常盤
1. compass
編曲：宗本康兵
電影《ONE PIECE 阿拉巴斯坦戰記 沙漠王女與海賊們》的主題曲
川嶋愛本人擔任了電影中「薇薇的女傭・梅蒂」的聲優演出。這是她第一次挑戰聲優的工作。
2. my way
編曲：長澤孝志
Netz豐田石川廣告歌曲
3. uneasy
編曲：enzo
廣播劇（MBS廣播台、文化放送）的主題曲
「uneasy」是為了此廣播劇而寫下的歌曲[2]。另外，川嶋愛在該作品中演出了女服務生的角色。

### 初回限定盤DVD
1. compass(PV)